# Johann Bažant
Johann Nepomuk von Bažant-Hegemark, též Bazant, česky Jan Nepomuk Bažant z Hegemarku (13. června 1831 Praha – 27. února 1911 Brno), byl rakouský politik německé národnosti z Moravy, v 2. polovině 19. století poslanec Říšské rady a Moravského zemského sněmu.

## Biografie
Působil ve veřejném a politickém životě. Nejprve zastával funkci tajemníka Moravského zemského výboru. V roce 1868 byl jmenován do funkce okresního hejtmana v Prostějově, kterou opustil po nástupu vlády Karla von Hohenwarta. O tři roky později nastoupil jako tajemník obchodní a živnostenské komory v Brně.
V doplňovacích zemských volbách roku 1872 byl zvolen na Moravský zemský sněm za kurii měst, obvod Třebíč, Velké Meziříčí.
Byl i poslancem Říšské rady (celostátního parlamentu), kam usedl v prvních přímých volbách roku 1873 za městskou kurii, obvod Moravská Třebová, Svitavy, Úsov atd. Do parlamentu se vrátil ještě v doplňovacích volbách roku 1895, v kurii obchodních a živnostenských komor, obvod Brno. Vystřídal zde zesnulého Josefa Neuwirtha. V roce 1873 se uvádí jako tajemník obchodní komory, bytem Brno. Zastupoval tzv. Ústavní stranu, která byla liberálně, provídeňsky a centralisticky orientována. Po volbách v roce 1873 se uvádí coby jeden z 67 členů staroliberálního Klubu levice, vedeného Eduardem Herbstem.
Zabýval se zejména otázkami celních tarifů v obchodu. Roku 1876 nastoupil na ministerstvo obchodu jako ministerský rada. Vedl agendu obchodní politiky.
Zemřel v únoru 1911.